# Avicularia aurantiaca
Avicularia aurantiaca és una espècie d'aranya de la família Theraphosidae (taràntules).
L'aurantiaca avicularia mesura uns 15 cm de llarg. El color és gris marronós, els pèls de l'abdomen i les cames són de color blanc, la closca és marró. Just abans de la muda l'aranya es torna negra. Les bandes en les potes són de color groc, i s'assembla molt a l'aranya avicularia walckenaeri, encara que aquesta té un color més ataronjat.
És endèmica de Perú i viu als boscos.